# Тризидела-ду-Вали

Тризидела-ду-Вали на карте штата.

Тризидела-ду-Вали (порт. Trizidela do Vale) — муниципалитет в Бразилии, входит в штат Мараньян. Составная часть мезорегиона Центр штата Мараньян. Входит в экономико-статистический микрорегион Медиу-Меарин. Население составляет 18 953 человека на 2010 год. Занимает площадь 262,420 км². Плотность населения — 72,22 чел./км².

## Демография
Согласно сведениям, собранным в ходе переписи 2010 г. Национальным институтом географии и статистики (IBGE), население муниципалитета составляет:
| Полное население                               | Полное население                               | Полное население                               | Полное население                               | 18 953 |
| ---------------------------------------------- | ---------------------------------------------- | ---------------------------------------------- | ---------------------------------------------- | ------ |
| в том числе:                                   | Городское население                            | 16 170                                         | Процент городского населения, %                | 85,32  |
|                                                | Сельское население                             | 2783                                           | Процент сельского населения, %                 | 14,68  |
|                                                | Мужское население                              | 9141                                           | Процент мужского населения, %                  | 48,23  |
|                                                | Женское население                              | 9812                                           | Процент женского населения, %                  | 51,77  |
| Плотность населения, чел/км²                   | Плотность населения, чел/км²                   | Плотность населения, чел/км²                   | Плотность населения, чел/км²                   | 72,22  |
| Население муниципалитета в % к населению штата | Население муниципалитета в % к населению штата | Население муниципалитета в % к населению штата | Население муниципалитета в % к населению штата | 0,29   |

По данным оценки 2016 года, население муниципалитета составляет 20 891 житель.

## История
Город основан 10 ноября 1994 года. 

## Статистика
- Валовой внутренний продукт на 2003 год составляет 35 332 334,00 реалов (данные: Бразильский институт географии и статистики).
- Валовой внутренний продукт на душу населения на 2003 год составляет 2121,43 реал (данные: Бразильский институт географии и статистики).
- Индекс развития человеческого потенциала на 2000 год составляет 0,608 (данные: Программа развития ООН).